# NGC 4753
NGC 4753 هي مجرة محدبة تبعد حوالي 60 مليون سنة ضوئية تقع في كوكبة العذراء. تم اكتشافها من قبل عالم الفلك ويليام هيرشيل في 22 فبراير 1784. ومن الجدير بالذكر أن هناك ممرات غبار متميزة تحيط بنواة. المجرة عضو في مجموعة العذراء الثانية امتدادا لمجموعة عنقود العذراء المجري.

## الخصائص الفيزيائية
توزيع الغبار في NGC 4753 يكمن في قرص مائل ملفوف عدة مرات حول النواة. قد تكون المواد في القرص قد تراكمت من اندماج مع مجرة قزمة غنية بالغاز. على مدى عدة فترات مدارية المواد المتراكمة لطخت في نهاية المطاف بالقرص. تسبب محور المبادرة الذي حدث بعد التراكم في تنامي القرص. في نهاية المطاف استقر القرص في اتجاه ثابت بالمجرة. ويقدر عمر القرص بنحو نصف مليار إلى مليار سنة.
شرح آخر يشير إلى أن الغبار في NGC 4753 نشأ من النجوم العملاقة الحمراء في المجرة.

### المادة المظلمة
أظهر تحليل القرص الملتف في NGC 4753 بواسطة ستيمان-كاميرون وآخرون أن معظم الكتلة في المجرة تكمن في هالة كروية مسطحة قليلا من المادة المظلمة.

## العنقود المغلق
يبلغ في NGC 4753 حوالي 1070 ± 120 عنقود مغلق.

## مستعر أعظم
في NGC 4753 إستضافت مستعرين SN 1965I / SN 1983G .

### عام 1965
في 18 يونيو 1965 تم اكتشاف مستعر أعظم نوع 1أ في NGC 4753.

### عام 1983
اكتشف عالم الفلك روبرت ايفان مستعر أعظم نوع 1أ عرف باسم 1983G في NGC 4753 ولقد تم اكتشافة في 4 أبريل 1983.

## مجموعة العضوية
NGC 4753 هي عضو في مجموعة المجرة الخاصة بها والمعروفة باسم مجموعة NGC 4753. تقع مجموعة NGC 4753 بالقرب من الحافة الجنوبية من مجموعة عنقود العذراء المجري. المجموعة تقع جنبا إلى جنب مع مجموعات أخرى من المجرات حيث تشكل خيط مجري يعرف باسم مجموعة العذراء الثانية. مجموعة العذراء الثانية تمتد من الحدود الجنوبية من عنقود العذراء المجري.

## وصلات خارجية
- NGC 4753 على موقع ويكي سكاي: DSS2, SDSS, GALEX, IRAS, Hydrogen α, X-Ray, Astrophoto, Sky Map, Articles and images